# Villarsia goldblattiana
Villarsia goldblattiana är en vattenklöverväxtart som beskrevs av R. Ornduff. Villarsia goldblattiana ingår i släktet Villarsia och familjen vattenklöverväxter. Inga underarter finns listade i Catalogue of Life.